# Місевич Костянтин Федорович
Кость Федорович Місе́вич (*17 листопада 1890, село Лезневе, Проскурівського повіту, Подільської губернії, нині район міста Хмельницького — †11 вересня 1943, село Попівці, тепер Кременецького району, Тернопільської області) — бандурист.

## Біографічні відомості
Костянтин Місевич ще в час революції був обраний Проскурівським повітом (тепер Хмельницької області) представником до українського парламенту — Центральної Ради в Києві.
1919 року зустрів сліпого бандуриста Антона Митяя (розстріляного 1921 року більшовиками) і почав від нього вчитися кобзарського мистецтва.
Працюючи на станції Проскурів телеграфістом, Місевич познайомився з командиром 34-го корпусу генералом Скоропадським, якому допомагав роззброювати московське військо, що поверталося з фронту. Далі Центральна Рада вислала Місевича як свого представника до Синьої Дивізії, де його обрали почесним козаком.
За часів гетьманату його призначили комісаром подільської залізниці, й ці обов'язки він виконував до кінця листопада 1920 р., коли разом з армією й урядом виїхав до Польщі, залишивши вдома дружину і чотирирічну донечку Галю, світлина якої завжди була при ньому. Деякий час Місевич жив у селі Буців біля Перемишля, а з лютого 1923 року — у присілку Мжиглоди Рава-Руського повіту Львівського воєводства. Там Місевич разом з відомим професором Греголинським створив (а згодом — очолив) Українське товариство пасічників, розписував храми, виготовляв вулики, бандури; навчав молодь гри на ній. Любов до бандури у Місевича була ще з юнацьких років, але одного разу, приїхавши на засідання Центральної Ради до Києва, зайшов до крамниці й купив улюблений інструмент.
З одним із перших своїх учнів — Ґонта Дмитро — 1924 року Місевич здійснив перші гастролі Сокальщиною. Через деякий час до дуету приєднався Данило Щербина, який був придворним гетьмана Скоропадського. Вперше це тріо бандуристів під керівництвом Костя Місевича виступило на Шевченківському святі в Народному домі у Львові в 1925 році. Передувала виступу бандуристів промова Дмитра Донцова, читав вірші Микола Вороний, народних пісень співав український наддніпрянський хор Дмитра Котка. Кость Місевич, свого часу будучи відомим, викладав багатьом бандуристам, які пізніше стали відомими. Зокрема, в нього консультувався Зеновій Штокалко.
Виступи Костя Місевича набули великої популярності серед населення: його запрошували до Станіслава, Тернополя, Почаєва, Коломиї, Жовкви, Кременця та інших міст. З хором Котка він гастролював у Варшаві, Вільнюсі та Берліні. Місевич виступав у гімназіях, читальнях «Просвіти», духовних закладах, де агітував виборців голосувати за прогресивні українські політичні партії перед виборами до Польського сейму 1928-го та 1932-го років. Кобзарі стали добре відомими серед української діаспори.
У листопаді 1929 року Кость Місевич переїхав на Кременеччину (Тернопільська область) й поселився у Млинівцях, що у Бережецькому районі. Тут він познайомився з Маргаритою Боно, талановитою випускницею Київської консерваторії за класом фортепіано та вокалу, дочкою італійського повстанця-гарібальдійця, котрий свого часу емігрував до України. З хором Кирила Стеценка Боно виступала на найвідоміших сценах України, а Микола Леонтович для її сопрано писав обробки українських пісень.
На той час Маргарита Боно була дружиною Роман Бжеський, знаного діяча «Просвіти», власника книгарні у Кременці. Після одного з виступів тріо Місевича у Кременці Бжеський запросив його на гастролі до свого маєтку. Там, власне, і відбулося знайомство Костянтина з Маргаритою Боно.
Коли через деякий час Бжеський розлучився з Маргаритою, вона дала в районну газету таке повідомлення: «Шукаю господаря. Маю дві десятини землі». За цим оголошенням і прийшов до неї Місевич. Почав допомагати по господарству, через деякий час (після смерті дружини Юлії) став її чоловіком і був дуже щасливим з нею.
Кость виготовив для Маргарити бандуру, навчив грати. Створився чудовий творчий дует, який своїми виступами пропагував українську пісню, пробуджував національну свідомість, гідність. Виступи дуету слухали на всій території Великої Волині.
Не стояв Місевич й осторонь тих політичних процесів, що відбувалися на західноукраїнській території, окупованій поляками. Він підтримував зв'язки з членами підпільної Організації Українських Націоналістів (ОУН), особисто з такими відомими діячами ОУН як Сергій Кіндратюк, Юхим Нікітюк, Ілько Терновий. Зазнавав переслідувань з боку польської поліції, котра 1936 року завела на нього особисту справу. Після вересневих подій 1939 року (окупація Волині більшовиками) Місевич з дружиною залишив Кременеччину й переїхав до Холма (Польща), де 1940 року організував клас бандури в українській гімназії. Крім цього, разом з відомим на той час митцем Демо-Довгопільським створив театр «Заграва», у репертуарі якого були твори, що виконувалися у супроводі бандури. На початку війни, у 1941 році, подружжя Місевичів повернулося до Млинівців. Кость Місевич, тоді уже надрайонний провідник ОУН, часто їздив селами і містечками Кременеччини, тримав зв'язки із загонами Української Повстанської Армії (УПА) Крука, Хрона, Вихора, Осипа, Яворенка.
Під час польсько-українського протистояння 1943 року на Волині Місевичі були змушені часто переховуватися, переїжджаючи з однієї місцевості в іншу, 6 квітня того року окупантське керівництво оголосило на Кременеччині, де знаходився штаб УПА-Південь, надзвичайний стан. Якою в той час була ситуація на Кременеччині, свідчать архівні документи. У ніч з 10 на 11 вересня 1943 року Кость Місевич з дружиною переховувалися на хуторі Загатки біля села Попівці у господаря Федора Волинця. Вранці хутір оточила група жандармів на чолі з начальником Почаївської жандармерії поляком Мислінським, котрого Місевич знав з часів спільної з поляками боротьби проти більшовицької окупації 1920 року. Дружина зуміла втекти, а Кость Місевич при затриманні був тяжко поранений пострілом в спину. Стікаючи кров'ю він помер. Того ж дня Костя Місевича поховали близькі люди та загін УПА на кладовищі Попівців біля Свято-Миколаївської церкви. Місце його поховання було невідоме до середини 90-х років минулого століття, доки його не вказала Марія Волинець, дружина Федора Волинця, в оселі якого в останні години життя переховувався Місевич.
Місевич був українським патріотом, підтримував зв'язки з прогресивною інтелігенцією, а також з підпільниками, які боролися за незалежність України.

## Вшанування пам'яті

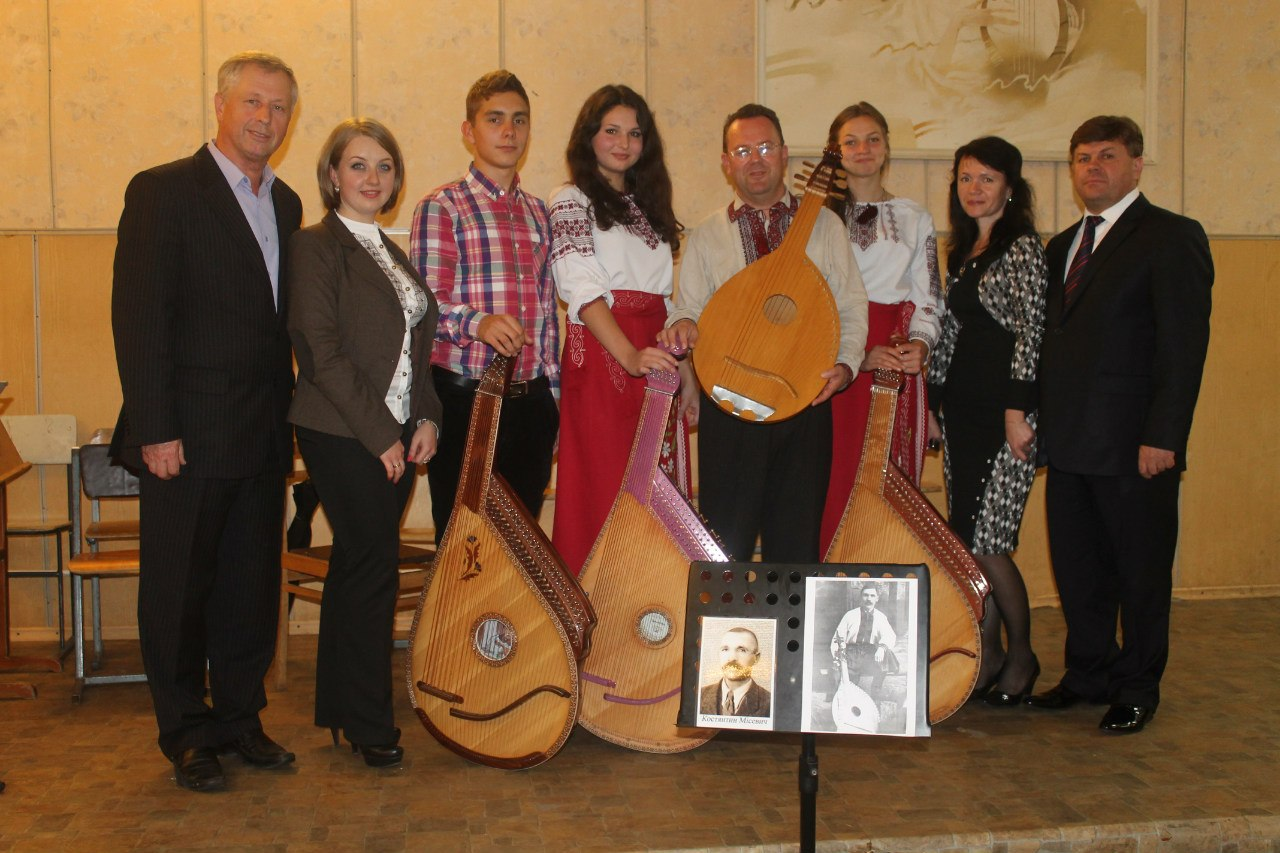
Вечір пам'яті Костя Місевича, 2013

14 жовтня 2020 року на будівлі Хмельницької міської ради встановлено меморіальну дошку на честь Костя Місевича (котрий навчався у цій будівлі, коли у ній розміщувалося Проскурівське Олексіївське реальне училище). Автори дошки — Роман Албул та Оксана Мазур.
Ім'я Костя Місевича нині носить Школа кобзарського мистецтва у Нью-Йорку.
Ім'я Місевича почало повертатися із забуття завдяки старанням його послідовників. Волощук Назар Олександрович, рівненський бандурист, дослідник творчості нашого земляка, написав пісню «Пам'яті повстанського кобзаря Костя Місевича», яка вперше була виконана ним 14 вересня 2003 року на відкритті пам'ятника в Попівцях.